# Виселии
Виселиите или Визелиите (gens Visellia) са фамилия от Древен Рим.
Известни от фамилията:
- Гай Виселий Варон Акулеон, конник, приятел с Луций Лициний Крас. Женен за Хелвия, сестра на майката на Цицерон.[1][2]
- Гай Виселий Варон (военен трибун), военен трибун в Азия 79 пр.н.е.
- Гай Виселий Варон (трибун 69 пр.н.е.), народен трибун 69 пр.н.е.
- Гай Виселий Варон, суфектконсул 12 г.[3]
- Луций Виселий Варон, консул 24 г.[4]